# 津守輔直
津守 輔直（つもり すけなお）は、戦国時代の武士、町人。大内氏、毛利氏の家臣。

## 生涯

### 出自
津守輔直が生まれた津守氏は、元々は摂津国一宮である住吉大社の宮司を務める津守氏の一族で、戦国時代に大内氏に従って周防国山口へ移り住んだとされる。
輔直も大内氏に仕えていたが、弘治3年（1557年）4月3日に大内義長が自害して大内氏が滅亡すると、武士の立場を捨てて町人となった。

### 大内輝弘の乱
永禄12年（1569年）10月10日に豊後国の戦国大名・大友宗麟の支援を受けた大内輝弘が周防国吉敷郡秋穂浦に上陸し、10月12日には防戦のために平野口に出陣した山口町奉行の井上就貞を討ち取って山口に乱入した（大内輝弘の乱）。
山口の高嶺城では城主である市川経好が九州に出陣中のため、留守居役の内藤就藤や山県元重、粟屋元種、国清寺の住持である竺雲恵心らが100人余の兵と共に守備していたが、市川経好の正室・市川局が鎧を身にまとって城兵を鼓舞し、山口在郷の士である有馬世澄、寺戸対馬守、乗福寺の代僧らも急遽籠城に加わって固く城を守った。輔直も大庭賢兼と同様に高嶺城に入城している。
大内輝弘は山口市街に火を放って高嶺城への示威を試み、10月13日には吉見氏家臣の上領頼規・頼武父子や吉賀頼貞らの吉見軍が高嶺城の援軍として駆け付けたが、宮野口における大内輝弘麾下の城井小次郎との合戦で上領頼武が戦死する敗戦を喫し、高嶺城は孤立することとなる。
大内輝弘による山口占領の急報が長府の毛利元就のもとに届くと、元就は立花城で大友軍と戦っていた吉川元春と小早川隆景に撤退を命じると共に、桂元忠や渡辺長を高嶺城救援の先遣隊として派遣。10月17日には高嶺城麓の後河原において大内輝弘の軍と交戦し、山県元重、渡辺元、蔵田就貞、入江就昌らが活躍して勝利を収めている。
10月18日に長府へ帰還した吉川元春は山県春直、江田智次、山県宗右衛門、井上甚兵衛尉、二宮弥四郎、長和三郎右衛門らを先遣隊として急ぎ山口へ派遣。吉川軍の先遣隊は周防国吉敷郡下宇野令村の縄手で大内軍と交戦し、高嶺城から出陣した毛利軍と呼応して大内軍を打ち破った。
吉川元春は10月20日に長府を出陣して、同日夜に周防国と長門国の国境に近い長門国厚狭郡山中に着陣した。吉川軍到来の報が大内輝弘のもとにもたらされると、敗戦を悟った大内輝弘は兵を率いて山口から秋穂浦へ撤退したため、高嶺城に入城していた蔵田就貞が糸米峠で大内軍を追撃した。秋穂浦に逃れた大内輝弘は船が無かったことで豊後国に逃れることが出来ず、10月25日に周防国佐波郡の椿峠と富海の間にある茶臼山にて自害し、大内輝弘の乱は終結した。

### 晩年
永禄13年（1570年）1月28日、前年の大内輝弘の乱において輔直が大庭賢兼と共に高嶺城に籠城した忠勤について元就に対面して披露され、兵火で大町居屋敷などについての證文が焼失したことは知っているので、その地を領して前々通り居住することを安堵する旨の書状を大庭賢兼、児玉就方、桂元忠から送られる。
同年2月10日、毛利輝元に山口大市の居屋敷を前々通り安堵される。
同年8月6日、毛利元就の命により、大庭賢兼に従って長門国へ派遣される。
元亀2年（1571年）6月6日に死去。嫡男の善七（平右衛門尉）が後を継いだ。
子孫は町人として存続して山口四十八町の惣年寄役を務めており、慶長5年（1600年）の関ヶ原の戦いで毛利氏が周防・長門の2ヶ国に減封されると、慶長9年（1604年）の毛利輝元の萩入国に従い、長谷川恵休と協力して萩城城下町の町造りに尽力したことで呉服町に屋敷を拝領し、「菊屋」の屋号を名乗って、代々大年寄格に任命されて萩藩の御用達を務めた。